# (473076) 2015 HG105
(473076) 2015 HG105 es un asteroide perteneciente al cinturón de asteroides, descubierto el 25 de abril de 2007 por el equipo del Spacewatch desde el Observatorio Nacional de Kitt Peak, Arizona, Estados Unidos.

## Designación y nombre
Designado provisionalmente como 2015 HG10.

## Características orbitales
2015 HG105 está situado a una distancia media del Sol de 2,568 ua, pudiendo alejarse hasta 2,603 ua y acercarse hasta 2,533 ua. Su excentricidad es 0,013 y la inclinación orbital 10,45 grados. Emplea 1503 días en completar una órbita alrededor del Sol.

## Características físicas
La magnitud absoluta de 2015 HG105 es 17,6.